# 程嗣立
程嗣立（1698年—1744年），初名城，字风衣，号篁村，人称水南先生原籍安徽歙县岑山渡，寄籍江苏安东县（涟水），家住淮安河下。清朝诗人，善书画。

## 生平
程嗣立所属的歙县岑山渡程氏家族，在扬州和淮安两地经营盐业，累世巨富。程嗣立本人为安东县诸生廪贡生，乾隆初举博学鸿词。程嗣立虽是世代盐商，却以文人名士自居，擅长诗文书画。他是程氏家族的四位诗人之一，又与当时的文坛名人多有交游，以交游遍天下著称，“凡文人名士道出淮阴，必下榻斋中，流连觞咏，历旬月不少倦”。
为漕运总督、浙江巡抚纳兰常安的《受宜堂駐淮集》十二卷作序。有《溪山村庄图》（今藏旅顺博物馆）。

## 园林
程嗣立所筑园林名为菰蒲曲，位于河下西北侧的伏龙洞，筑于乾隆年间。园中建筑包括籍慎堂、来鹤轩、晚翠山房、林艿山馆等。程嗣立在园中召集文友，诗文酬答。漕运总督、浙江巡抚纳兰常安曾作《逰菰蒲曲记》。

## 著作
《水南遗稿》